# Kim Sung-Moon
Kim Sung-Moon, född den 16 mars 1965, är en sydkoreansk brottare som tog OS-Silver i lättviktsbrottning i den grekisk-romerska klassen 1988 i Seoul.